# Rhytidochrota polia
Rhytidochrota polia är en insektsart som beskrevs av Morgan Hebard 1923. Rhytidochrota polia ingår i släktet Rhytidochrota och familjen gräshoppor. Inga underarter finns listade i Catalogue of Life.